# Polycarena nardouwensis
Polycarena nardouwensis är en flenörtsväxtart som beskrevs av O.M. Hilliard. Polycarena nardouwensis ingår i släktet Polycarena och familjen flenörtsväxter. Inga underarter finns listade i Catalogue of Life.